# Giorgos Seferis

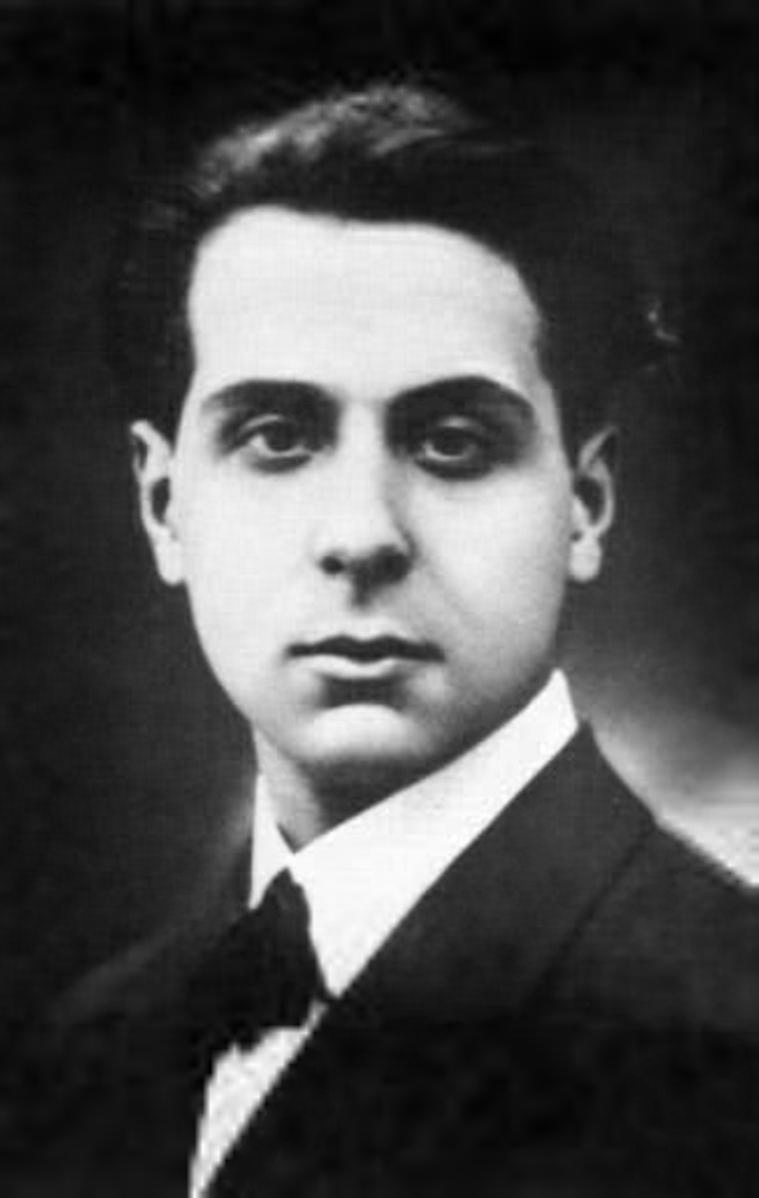
Seferis (1921)

Giorgos Seferis (n. 13 martie 1900, Urla, lângă Smyrna, azi în Turcia - d. 20 septembrie 1971) a fost un poet grec contemporan, laureat al Premiului Nobel pentru Literatură în 1963.

## Motivația Juriului Nobel
"pentru eminenta sa operă lirică, inspirată de o profundă dragoste pentru lumea elenică a culturii" .

## Biografie
Tatăl său Stelios Seferis era membru al Academiei grecești, profesor de drept internațional, rector al Universității din Atena, poet și traducător. Școala primară în orașul natal, absolvă liceul în Atena, și urmează cursurile Universității din Paris. Intră în diplomație și ocupă diferite funcții în ambasadele Greciei din 1931 până în 1962. Debutul editorial cu placheta Strofi(Cotitura), are loc în 1931. A scris relativ puțin, dar versurile sale au fost bine primite pentru mesajul lor antifascist, de fapt Seferis a reluat ideile umanismului clasic grecesc și le-a recontextualizat, pentru a le adapta la contextul socio-istoric al secolului XX. A fost distins cu premiul Palamas în 1947 și cu un prestigios premiu englezesc, Foyle, acordat pentru prima oară unui poet străin.